# مذبحة دشت ليلي
مذبحة داش آي ليلي مذبحة وقعت في ديسمبر / كانون الأول 2001 أثناء الغزو الأمريكي لأفغانستان عندما (كما ذكرت بعض المصادر) أُطلق الرصاص على عدة آلاف من سجناء طالبان و / أو خنقهم حتى الموت في حاويات شحن معدنية أثناء نقلهم من قبل جنود الحركة الإسلامية القومية في أفغانستان من قندوز إلى سجن شبرغان في أفغانستان تحت إشراف القوات الموالية للجنرال عبد الرشيد دوستم. يُعتقد أن موقع القبور يقع في صحراء داش آي ليلي غرب شبرغان في مقاطعة جوزجان.
كان بعض القتلى من الناجين من معركة قلعة جنكي التي وقعت في مدينة مزار شريف. في عام 2009، نفى دوستم هذه الاتهامات. وبحسب بعض المصادر، فقد توفي العديد من السجناء نتيجة الاختناق داخل الحاويات، وادعى بعض الشهود أن الناجين أصيبوا بالرصاص. تم دفن القتلى في مقبرة جماعية.
أُجري تحقيق في الادعاءات في عام 2002 من قبل منظمة أطباء من أجل حقوق الإنسان (PHR). في عام 2002 أرسلت المنظمة بعثتين للطب الشرعي لموقع دفن القتلى تحت رعاية الأمم المتحدة. في عام 2008 ذكرت منظمة أطباء من أجل حقوق الإنسان أن المقبرة الجماعية قد تم العبث بها.

## الجدل حول المسؤولية
في أواخر عام 2001 وبعد حصار قندوز، استسلم حوالي 8,000 مقاتل من حركة طالبان (الذين كانوا خليطا من الشيشان والأوزبك والأعضاء المشتبه في انتمائهم للقاعدة) إلى جيش جنبيش الملي التابع للتحالف الشمالي والحركة الإسلامية الوطنية الأفغانية الذي يقوده الجنرال عبد الرشيد دوستم حليف الولايات المتحدة في الحرب في أفغانستان. نُقل عدة مئات من السجناء ومن بينهم الأمريكي جون ووكر ليند للاحتجاز في قلعة جنكي بالقرب من مدينة مزار شريف، حيث قام السجناء بانتفاضة دموية استغرقت عدة أيام لقمعها. نقل باقي السجناء ويقدر عددهم بــ 7,500 في حاويات لترحيلهم إلى سجن شبرغان في رحلة استغرقت عدة أيام. يقول المدافعون عن حقوق الإنسان إن المئات أو الآلاف منهم اعتبروا في عداد المفقودين.
في أواخر عام 2001، ادعت الصحفية البريطانية كارلوتا غال والصحفي جيمي دوران ومجلة نيوزويك الأمريكية أن قوات دوستم التي كانت تقاتل طالبان إلى جانب القوات الخاصة الأمريكية، قد قتلت عن عمد ما يصل إلى 2,000 سجين من طالبان في شاحنات حاويات في حادث لا يعرف الكثير عن تفاصيله. حيث صار يعرف باسم مذبحة دشت آي ليلي.
ظهرت المزاعم الأولى عن اختناق عشرات السجناء في الحاويات في مقال نُشر في ديسمبر عام 2001 في صحيفة نيويورك تايمز. وفي عام 2002 أُنتج فيلم وثائقي بعنوان «مذبحة أفغانية: قافلة الموت» للمخرج الإيرلندي جيمي دوران عرض أقوال عدد من شهود العيان يزعمون أن مئات أو حتى آلاف السجناء لقوا حتفهم، إما أثناء نقلهم في الحاويات أو إطلاق النار عليهم وإلقائهم في صحراء داش آي ليلي بعد وصولهم إلى سجن شبرغان المكتظ. كما زعم الشهود الذين أدلوا بشهادتهم في الفيلم الوثائقي أن الناجين الجرحى والفاقدين للوعي من عمليات نقل الحاويات قد أُعدموا في الصحراء تحت إشراف جنود أمريكيين. أثار فيلم جيمي دوران الوثائقي الذي شاهدته البرلمانات الأوروبية قلقًا واسع النطاق في أوروبا وبين دعاة حقوق الإنسان. ولم تتطرق وسائل الإعلام الأمريكية لهذا الخبر.
دافع روبرت يونغ بيلتون عن مزاعم التورط الأمريكي في هذه المذبحة حيث كان في ذلك الوقت يعمل كمراسل صحفي لصالح قناة ناشيونال جيوغرافيك وإذاعة سي إن إن في المنطقة. كما قال بيلتون إن عدد السجناء الذين قتلوا في الحاويات كان حوالي 250، وهو عدد أقل بكثير مما زُعم في فيلم جيمي دوران الوثائقي. وزعم أيضا أنه رأى مسعفين أمريكيين يعالجون بعض السجناء. وقال إن بعض الجثث ربما تكوت لمقاتلي لطالبان أو جثث للذين إعدمهم ياسين مالك في التسعينيات.
في عام 2016، تحدث دوستم إلى الصحفي رونان فارو، واعترف على مضض أن القادة المحليين قاموا بتحميل السجناء الناجيين من الانتفاضة في قلعة جنكي في حاويات متعددة وأن القوات الأمريكية كانت موجودة أثناء عملية التحميل. ونفى دوستم مسؤوليته أو الأمريكيون عن قتل السجناء ولم يذكر بشكل مباشر ما إذا كان قد أمر القادة بفعل ذلك أو ما إذا كان الشهود قد قُتلوا لاحقًا.

## التحقيقات اللاحقة
في عام 2002، قادت منظمة أطباء من أجل حقوق الإنسان (PHR) تحقيقًا في مقابر جماعية مزعومة في مزار شريف. عثر فريق الطب الشرعي التابع للأمم المتحدة على 15 جثة متوفاة حديثا في خندق يبلغ عمقه ستة ياردات حُفر في موقع قبر مساحته 1 فدان (4000 متر مربع). أجري تشريح لجثث ثلاثة منهم، وخلصت نتائج التشريح إلى أنهم كانوا ضحايا جرائم قتل وأن سبب موتهم كان الاختناق وهو السبب الذي يتفق مع روايات شهود العيان الذين ظهروا في فيلم جيمي دوران. في أغسطس عام 2002 ظهر مقال رئيسي في مجلة نيوزويك عن المجزرة، مما أثار تساؤلات حول مسؤولية الولايات المتحدة عن جرائم الحرب التي ارتكبها حلفاؤها. أكد عزيز الرحمن راسخ مدير المنظمة الأفغانية لحقوق الإنسان، بكل ثقة أن أكثر من ألف شخص لقوا حتفهم في الحاويات".
ذكرت مقالة نشرت في مجلة نيوزويك عام 2002 أن «الموت بالحاويات» -أي حبس السجناء في حاويات وتركهم ليموتوا فيها - كان وسيلة للإعدام الجماعي في أفغانستان لعدة سنوات. عندما تُغلق الحاويات، يعاني السجناء من نقص الهواء بعد فترة وجيزة من حبسهم فيها. وفقًا لشهود العيان في فيلم جيمي دوران الوثائقي، فقد قام سائقو الشاحنات الحاملة للحاويات بإطلاق الرصاصات على جوانب بعض الحاويات من أجل فتح مجرى للهواء وإنقاذ بعض السجناء، مما أسفر عن مقتل العديد منهم داخلها. وقد ذكرت مجلة نيوزويك أن السائقين عوقبوا لإعطائهم الماء للسجناء أو إحداث ثقوب في الحاويات. وقال الناجون من هذه المذبحة الذين قابلتهم مجلة نيوزويك إلى أنه بعد 24 ساعة كان السجناء المقيدين عطشى لدرجة أنهم لجأوا إلى لعق عرق أجساد بعضهم البعض. عندما وصلت الحاويات إلى وجهتها كان عدد الذين لا يزالون على قيد الحياة ما بين 20 إلى 40 سجينًا فقط من أصل 150 أو أكثر.
أُعيق عمل فرق التحقيقات عدة مرات في مواقع المقابر الجماعية بسبب سيطرة القوات الموالية لعبد الرشيد دوستم على المنطقة وبسبب الترهيب والتهديد الذي كانت تتعرض له فرق التقصي. زعمت منظمة أطباء من أجل حقوق الإنسان أن إدارة الرئيس الأمريكي جورج بوش الإبن رفضت باستمرار الاستجابة لنداءات منظمة أطباء من أجل حقوق الإنسان بإجراء تحقيق. في عام 2008، أفرجت وزارة الدفاع الأمريكية ووزارة الخارجية عن وثائق بناءً قانون حرية المعلومات (FOIA) ذُكرت فيها مقتل 1500-2000 شخص في داش آي ليلي.
أما الصحفي الباكستاني أحمد رشيد فقد صرح في عام 2008 أن السجناء "كانوا محشورين مثل علبة السردين، 250 أو أكثر في كل حاوية، بحيث تكون ركبتي السجين على صدره. وطبقاً لرشيد، فقد نجا عدد قليل فقط في كل حاوية من الحاويات الثلاثين. أفاد مسؤولو الأمم المتحدة أن ستة فقط من أصل 220 نجوا في إحدى الحاويات. دُفن القتلى بواسطة الجرافات في حفر في الصحراء. وصف رشيد المذبحة بأنها "أفظع انتهاك لحقوق الإنسان وأكثر جريمة وحشية في تاريخ الحروب"، والتي حدثت على الرغم من وجود القوات الخاصة الأمريكية في المنطقة.

## التحقيقات الأمريكية
في 10 يوليو 2009، كتب الصحفي جيمس ريزن الحائز على جائزة بوليتزر مقالا في صحيفة نيويورك تايمزعن المذبحة. ذكر رايزن أن تقديرات جماعات حقوق الإنسان للعدد الإجمالي للضحايا «تراوحت بين عدة مئات إلى عدة آلاف» وأن المسؤولين الأمريكيين «أحبطوا مرارًا الجهود المبذولة للتحقيق في الحادث». سُئِل جيمس ريزن عن مقال كتبه الصحفي أندرسون كوبر من شبكة سي إن إن خلال رحلة إلى إفريقيا، ورد فيه أن رئيس الولايات المتحدة باراك أوباما أمر مسؤولي الأمن القومي بالتحقيق في مزاعم أن إدارة بوش عرقلت جهود التحقيق بالتعاون مع أمير حرب أفغاني مدعوم من وكالة المخابرات المركزية بشأن عمليات القتل لمئات من سجناء طالبان في عام 2001.
في 13 يوليو 2009 عُرضت مقتطفات من فيلم وثائقي بعنوان «المذبحة الأفغانية: قافلة الموت» في برنامج «الديمقراطية الآن» وعرضت صور من الفيلم الوثائقي على موقع البرنامج على شبكة الإنترنت. ذُكر في البرنامج الذي ظهر فيه جيمس ريزون وسوزانا سيركين (نائب مدير أطباء من أجل حقوق الإنسان) أن ما لا يقل عن 2,000 أسير حرب قد لقوا حتفهم في المذبحة. أكدت سيركين المزاعم التي وردت في فيلم «المذبحة الأفغانية: قافلة الموت» من أن شهود العيان الذين قدموا معلومات عن المذبحة قد تعرضوا للتعذيب والقتل، وذكرت أن الوثائق التي نُشرت وفق قانون حرية المعلومات أظهرت أن الحكومة الأمريكية ووكالة المخابرات كانوا على ما يبدو على علم بأن شهود العيان قد قُتلوا وعُذبوا.
صرح جيمس ريزون في برنامج الديمقراطية الآن قائلا «عندما كنت أكتب المقالات في صحيفة نيويورك تايمز، حاولت ألا أتورط في شيء أعتقد أنه قد عرقل جهود بعض الصحفيين في الماضي للتقصي عن هذه المجزرة. برأيي أن أحد أخطاء بعض الصحفيين هو محاولتهم البحث عن أدلة تثبت التورط المباشر للجنود الأمريكيين في المجزرة. وبصراحة أنا شخصيا لا أعتقد أن أيًا من أفراد الجيش الأمريكي متورط في المذبحة. وكما تعلم، فإن القوات الخاصة الأمريكية التي كانت تتنقل مع دوستم أكدوا منذ فترة طويلة أنهم لا يعرفون شيئًا عن هذه المجزرة. لذا حاولت ألا أسير في هذا الطريق». وأضاف:«أن التحقيقات يجب أن تركز على ما حدث بعد ذلك في إدارة بوش».
في 14 يوليو 2009 وصفت صحيفة نيويورك تايمز في الصفحة الأولى رفض إدارة بوش للتحقيق في المجزرة «بالعمل الدنيئ والقذر». وإشارت إلى أن دوستم كان «يتلقى المال من وكالة المخابرات المركزية وأن الميليشيا التابعة له كانت تعمل بشكل وثيق مع القوات الخاصة للولايات المتحدة في الأيام الأولى للحرب»، طلبت الصحيفة في الصفحة الافتتاحية من الرئيس باراك أوباما «بإجراء تحقيق كامل في المذبحة. وتوفير حراسة لموقع المجزرة وحماية الشهود الأحياء».علق إدوارد س. هيرمان على الخبر المنشور في صحيفة نيويورك تايمز بقوله: أن هذا الاهتمام المتجدد من قبل الصحيفة بالمجزرة، بعد صمت دام 7 سنوات بشأن هذه المسألة، كان متأخرًا إلى حد ما وتزامن مع عودة دوستم إلى موقع السلطة في أفغانستان قبل انتخابات أغسطس 2009، في خطوة رفضتها الإدارة الأمريكية.
في 17 يوليو 2009، في مقال نشرته إذاعة أوروبا الحرة (راديو ليبرتي)، وصف عبد الرشيد دوستم الذي قام الرئيس الأفغاني حامد كرزاي بتعيينه في منصب حكومي، وصف فيلم جيمي دوران مرة أخرى بأنه «قصة مزيفة»، قائلاً إن العدد الكلي للسجناء الذين اعتقلتهم قواته أقل من العدد الذي ذُكر في فيلم جيمي دوران وقيل أنهم قُتلوا ونفى وجود أي إساءة معاملة للأسرى. تعرض دوستم لانتقادات حادة من قبل جماعات حقوق الإنسان. وفي رد نشرته إذاعة أوروبا الحرة (راديو ليبرتي) صرح سام ظريفي مدير منطقة آسيا والمحيط الهادئ في منظمة العفو الدولية ومحقق حقوق الإنسان في أفغانستان في عام 2002، أن «التحقيقات أجريت بعد وقت قصير من عمليات القتل المزعومة على يد دوستم. وأن محللو الطب الشرعي ذوو الخبرة والاحترام من منظمة أطباء من أجل حقوق الإنسان أثبتوا وجود رفات بشرية متوفاة حديثا في داش آي ليلي وأشاروا إلى أنهم كانوا ضحايا جريمة قتل».
في ديسمبر 2009 جددت منظمة أطباء من أجل حقوق الإنسان (PHR) دعوتها لوزارة العدل في إدارة الرئيس الأمريكي باراك أوباما للتحقيق في سبب إعاقة إدارة بوش لتحقيق جنائي كان يقوم به مكتب التحقيقات الفيدرالي في أعقاب مقال نشر في 10 يوليو 2009 في الصفحة الأولى في صحيفة نيويورك تايمز. وفي 26 ديسمبر 2009، نشرت صحيفة آسيان تريبيون النص الكامل لمقابلة بالفيديو قدمها مسؤولو منظمة أطباء من أجل حقوق الإنسان، والتي تضمنت ما يقرب من ثماني سنوات من التحقيق ونتائج المرافعات في المحاكم.